# Podróż naokoło Warszawy
Podróż naokoło Warszawy – powieść krajoznawcza dla młodzieży Władysława Umińskiego z 1900 roku (w odcinkach; wydanie książkowe z 1901 roku). Książką przedstawia podróż trzech chłopców-maturzystów po okolicach Warszawy. 

## Historia wydań
Powieść była opublikowana w odcinkach w ilustrowanym magazynie Przyjaciel Dzieci (nr 1-25) w 1900. Doczekała się wydania książkowego w wydawnictwie J. Fiszer w 1901 r.

## Fabuła
Książką przedstawia podróż trzech chłopców-maturzystów po okolicach Warszawy. Odwiedzają oni Bielany, Jabłonnę, Pustelnika, Marki, Pragę, Grochów, Czerniaków, Wilanów, Jeziorny, Czersk, Raszyn, Wolę, oraz Górę Kalwarię.

## Analiza i odbiór
Powieść zalicza się do literatury krajoznawczej, promującej wycieczki po Polsce.
W 1901 powieść pozytywnie zrecenzował Antoni Widomski dla „Kuriera Porannego”. Nazwał tę książkę „godną polecenia rzeczą dla młodzieży”, i opisał ją jako „utwór łatwy i miły” o „barwnej wycieczce”. Recenzent uznał też powieść za wartościową nie tylko dla młodzieży, ale każdego zainteresowanego przedstawionymi tu lokalizacjami, i pochwalił tez ilustracje.
Stanisław Grabowski ocenił książkę jako „udaną”.
W 2006 książkę zaliczono do bardziej popularnych utworów Umińskiego.